# Luigi Guido
Luigi Guido (Novi Ligure, 5 marzo 1968) è un ex judoka e allenatore di judo italiano.

## Biografia
Nato a Novi Ligure, in provincia di Alessandria, nel 1968, durante la carriera ha gareggiato nella categoria di peso dei 95 o 100 kg (pesi mediomassimi).
Nel 1990 ha vinto con il Centro Sportivo Carabinieri la medaglia d'argento al Campionato Europeo per Club.
Nel 1991 ha vinto l'argento nei 95 kg ai Giochi del Mediterraneo di Atene, battuto in finale dal francese François Fournier.
L'anno successivo è stato bronzo nei 95 kg agli Europei di Parigi, sconfitto in semifinale dal francese Stéphane Traineau, poi oro, ha battuto nella finale per la medaglia di bronzo l'olandese Den Hoedt. Nello stesso anno ha poi partecipato ai Giochi olimpici di Barcellona 1992, sempre nei 95 kg, venendo eliminato agli ottavi di finale dal cubano Belarmino Salgado. Nell'edizione Olimpica ha stabilito il record dell'ippon più veloce (4 sec.) all'israeliano Magalashvili.
Nel 1994 fu medaglia di bronzo ai Campionati Mondiali Universitari di Munster (GER). fermato in semifinale dal giapponese Ohara, ha poi battuto l'ungherese Antal Kovács.
Nel 1995 ha vinto la prima edizione dei Giochi Mondiali Militari svolti a Roma, medaglia d'oro sia nella competizione individuale (-95 kg. battendo in finale lo slovacco Semir Pepic) che in quella a squadre (finale oro contro la Russia).
4 anni dopo il 1992 ha preso parte di nuovo alle Olimpiadi, quelle di Atlanta 1996, nei 95 kg, vincendo il primo incontro con il tajiko Nazriev e uscendo agli ottavi del tabellone principale, contro il polacco Paweł Nastula e al primo turno del ripescaggio con l'ungherese Antal Kovács.
Nel 1997 ha vinto la medaglia d'oro nei 95 kg ai Giochi del Mediterraneo di Bari, battendo in finale lo sloveno Damjan Petek, la medaglia di bronzo ai Campionati Europei a squadre di Roma, e la medaglia di bronzo al Campionato Europeo per club con il TSV Grosshadern Munich.
Nel 1999 conquista con la squadra Italiana la medaglia di bronzo ai Campionati Europei a squadre di Istanbul 
A 32 anni ha partecipato ai suoi terzi Giochi olimpici, Sydney 2000, stavolta nei 100 kg, sfiorando la medaglia, vincendo i primi tre incontri rispettivamente con l'uzbeko Bagdasarov, il tunisino Khalgui ed il brasiliano Sabino, perdendo in semifinale contro il giapponese Kōsei Inoue, poi oro, e nella finale per uno dei due bronzi con il russo Jurij Stëpkin; la gara ha coniciso con la sua ultima competizione internazionale.
L'ultima competizione nazionale è invece stata il Campionato Italiano Assoluto 2002 di Napoli, dove ottiene il suo settimo titolo Italiano Assoluto, questa volta nella categoria +100 kg.
Dopo il ritiro è diventato tecnico federale.
È stato insignito della graduazione "Cintura nera 7º Dan" nell'anno 2021.

## Palmarès

### Campionati europei
- 1 medaglia:
  - 1 bronzo (95 kg a Parigi 1992)

### Giochi del Mediterraneo
- 2 medaglie:
  - 1 oro (95 kg a Bari 1997)
  - 1 argento (95 kg ad Atene 1991)